# 문경은
문경은(文景垠, 1971년 8월 27일~)은 대한민국의 농구 선수, 지도자로 현재 한국 프로 농구의 팀인 수원 KT 소닉붐 감독있다
<KBL 경기본부장>으로 총회에서 인준 되었음 <2022년 9월 1일 임시총회>

## 이력
연세대의 농구대잔치 전성기를 이끌었던 선수 중 한 명이다. 그는 광신정보산업고등학교와 연세대학교를 졸업한 후 수원 삼성 썬더스에 입단하였다. 상무에서 군 복무를 마친 뒤 1997-98 시즌부터 뛰었다. 국가대표와 프로 농구 모두에서 대한민국 최고의 슈터로 이름을 날렸으며 그의 현역 프로 농구 선수 시절 닉네임은 람보 슈터이다.

## 개인사
배우자 김혜림 사이에서 딸 문진원을 낳았다.

## 수상
- 체육포장(1992)

## 학력
- 1990년 서울 광신정보산업고등학교 졸업
- 1995년 연세대학교 체육교육학과 학사[2] 졸업

## 출연
- 1994년 KBS2 《퀴즈탐험 신비의세계》게스트
- 1994년 KBS2 《가족오락관》게스트
- 1996년 KBS2 《도전 지구탐험대》게스트
- 1997년 KBS1 《TV는 사랑을 싣고》게스트
- 2004년 전자랜드21
- 2013년 tvN 《응답하라 1994》- 문경은 역(특별출연)